# Michael Arne
Michael Arne   (Londres, 1740 - Londres, 14 de gener de 1786) va ser un compositor, clavecinista, organista, cantant i actor anglès.

## Biografia
Era fill del compositor Thomas Arne i de la soprano Cecilia Young, membre de la famosa família de músics Young dels segles XVII i XVIII. Com el seu pare, Arne va treballar principalment com a compositor de música escènica i cançons d'art vocal, contribuint poc a altres gèneres musicals. Va escriure diverses cançons per als jardins de plaer de Londres, la més famosa de les quals és Lass with the Delicate Air (1762). Compositor moderadament prolífic, Arne va escriure nou òperes i va col·laborar en almenys 15 altres. La seva òpera més reeixida, Cymon (1767), va gaudir de diversos renaixements durant la seva vida i a principis del segle XIX.
Primers anys de vida i carrera
Michael Arne va néixer a la zona de Covent Garden de Londres. L'historiador de la música Charles Burney, un amic íntim de la família Arne, indica que era el fill natural de Thomas Arne, però hi ha algunes especulacions entre els estudiosos moderns que podria haver estat adoptat. No hi ha cap registre de Michael Arne a St Paul's, Covent Garden, on la majoria de la família Arne van ser batejades. El seu pare, Thomas Arne, va ser el compositor teatral anglès més important del segle XVIII i es considera el catalitzador del ressorgiment de l'òpera anglesa a principis de la dècada de 1730. La seva mare, Cecilia Young, va ser una de les més grans sopranos angleses del segle i part de la famosa família de músics Young. Tant l'avi de Michael, Charles Young, com el seu besoncle, Anthony Young, eren organistes i compositors menors coneguts. La seva tia Isabella era una soprano d'èxit i l'esposa del compositor John Frederick Lampe. La seva altra tia, Esther, era contralt i dona de l'editor musical Charles Jones. Les seves cosines, Isabella, Elizabeth i Polly, eren cantants d'èxit per dret propi.
Després de 1745, Michael va passar la major part de la seva infància a la cura de la seva tia i la celebrada actriu Susannah Maria Cibber a causa de les freqüents malalties de la seva mare i de la carrera ocupada del seu pare. És probable que va rebre la seva primera formació musical de la seva tia. També va ser sota la seva tutorització que va fer el seu debut a l'escenari com a Page a la tragèdia de Thomas Otway The Orphan a finals de la dècada de 1740.[3] Va començar la seva carrera musical com a cantant apareixent al concert de Francesco Onofrio Manfredini el 20 de febrer de 1750. Això va ser seguit per diverses aparicions cantant als jardins de Vauxhall a l'estiu de 1750, on el seu pare era el compositor resident. No obstant això, la carrera de Michael com a vocalista i actor no es va allargar molt més. Charles Burney va escriure que el pare de Michael "va intentar convertir-lo en cantant, però era naturalment ocios i no molt ràpid. No obstant això, va adquirir una mà poderosa en el clavicèmbal". L'evident manca d'entusiasme de Michael pel cant va prevaler i es va centrar principalment en la composició musical i la interpretació d'orgue i clavicèmbal després de l'estiu de 1750. El 5 de febrer de 1751 va donar el seu primer concert d'orgue solista, que va incloure un dels concerts d'orgue del seu pare; va passar a ser el principal exponent de les obres d'orgue del seu pare durant els propers trenta anys. Arne també va mostrar un primer talent com a compositor, i la seva primera col·lecció de cançons d'art vocal titulada The Floweret es va publicar el 1750. La col·lecció incloïa la cançó d'estil escocès "The Highland Laddie", que es va fer popular i fins al 1775 es va adaptar de Thomas Linley "el vell" a The Duenna.

## Mitjana vida i carrera

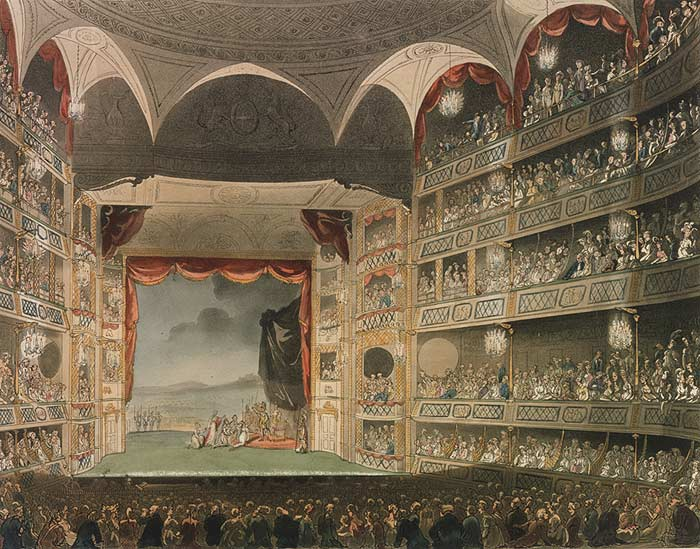
L'interior del Theatre Royal, Drury Lane, on Michael Arne va treballar principalment entre 1756 i 1767

Durant les dècades de 1750 i 1760, Arne va treballar com a organista i clavecinista i compositor als teatres i jardins de plaer de Londres. Es va casar a la dècada de 1750 amb una dona ara desconeguda que va morir pocs anys després del seu matrimoni. A partir de 1756 va compondre una quantitat considerable de música per a l'escenari, molt en la mateixa línia que el seu pare. Va escriure diverses òperes d'èxit, una quantitat significativa de música incidental per a obres de teatre i va publicar diverses col·leccions de cançons. Diverses de les seves cançons van ser escrites per interpretar-les als jardins de plaer de Londres. Una de les seves cançons més conegudes és Lass with the Delicate Air, que es va estrenar el 1762. El 1764 va col·laborar amb Jonathan Battishill en l'ambientació de lAlmena de Richard Rolt, que va ser un fracàs teatral però elogiat per la seva bona música. L'any anterior havia conegut la soprano Elizabeth Wright després de sentir-la actuar als jardins Ranelagh. Els dos es van relacionar sentimentalment i es van casar el 1766. L'any següent Elizabeth va cantar el paper principal a la seva òpera Cymon. L'obra va utilitzar un llibret de David Garrick i va ser el major èxit de la seva carrera. L'esposa d'Arne va cantar en diverses més de les seves obres escèniques, així com en altres produccions en papers principals al "Theatre Royal, Drury Lane" durant la dècada de 1760.
El 1766 Arne va construir un laboratori a Chelsea per tal d'aprofundir en el seu interès per l'alquímia. La seva afició es va convertir ràpidament en una obsessió, i aviat va patir econòmicament a causa de les despeses d'aquesta recerca. Aquests problemes financers van causar una quantitat considerable d'estrès i tensió en el seu matrimoni, i Arne va acabar a la presó del deutor a principis de 1769. Elizabeth va morir l'1 de maig de 1769 mentre estava a la presó, i Charles Burney va culpar a Arne de la mort prematura de la seva dona a causa de l'excés de treball i l'estrès al qual l'havia sotmès. Una mica humil, Arne va abandonar la seva recerca de l'alquímia i a principis de la dècada de 1770 va tornar a ser econòmicament estable.

## Vida i carrera posteriors

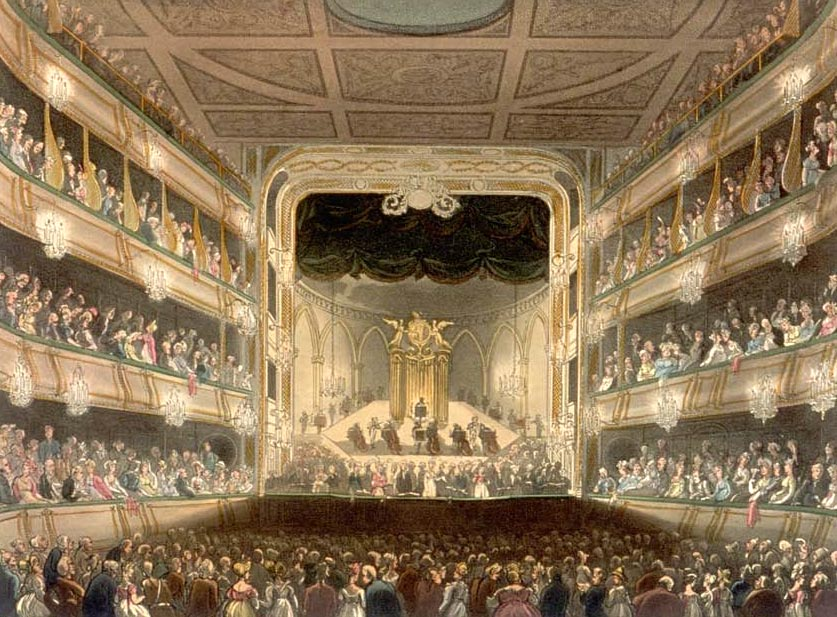
Un dibuix de la Royal Opera House, Covent Garden, on Michael Arne va treballar principalment des de 1777 fins a la seva mort. Aquest dibuix es va fer poc abans que el teatre es cremés el 1808. Moltes de les composicions d'Arne que daten del seu temps allà, juntament amb una gran quantitat composta pel seu pare, van ser destruïdes en aquest incendi i ara s'han perdut.

Fins a aquest moment Arne havia passat tota la seva carrera treballant a Londres. Tanmateix, entre 1771 i 1772 va viatjar a Alemanya, fent una gira pel país en una sèrie de concerts amb la seva alumne Ann Venables. Va dirigir notablement l'estrena alemanya del Messies de Händel a Hamburg el 21 de maig de 1772. Després de tornar a Anglaterra a la tardor de 1772, es va casar amb la senyoreta Venables. També va passar un temps treballant a Dublín, Irlanda entre 1775 i 1776. La seva òpera The Maid of the Vale es va estrenar al "Smock Alley Theatre" de Dublín el 12 de febrer de 1775, i el desembre de 1776 va ser contractat per Thomas Ryder per produir Cymon a Dublín. Ambdues produccions van comptar amb la seva dona en papers principals i ella es va convertir en una atracció molt popular per a la comunitat de Dublín.
Mentre era a Irlanda, Arne va començar a dedicar-se a l'alquímia una vegada més i va prendre una casa a Clontarf amb l'esperança de descobrir la pedra filosofal. Les seves activitats el van portar de nou a endeutar-se, i va ser arrestat i tancat a una casa d'esponges de Dublín. Mentre allà va ser assistit pel pare de Michael Kelly, que després seria un famós tenor, que li va proporcionar un piano a canvi de la lliçó diària del jove Kelly. D'aquesta manera Arne va poder ensenyar als estudiants i així guanyar diners per pagar els seus creditors.
Els Arnes van tornar a Londres el 1777, i Michael va estar contractat com a compositor a Covent Garden durant diverses temporades. L'any 1781 va ser contractat especialment per oferir un acompanyament de clavecí per a Eidophusikon, una mostra d'imatges en moviment. Entre 1784 i 1785 va treballar al Haymarket Theatre com a director i director dels Oratoris de Quaresma. A la mort del seu pare el 1778, Michael va heretar la majoria dels béns del seu pare, que incloïa una sèrie de manuscrits inèdits. Entre aquests es van incloure diversos concerts per a orgue escrits a la dècada de 1750, i el 1784 Michael va anunciar la seva intenció de publicar-los. No obstant això, Michael va morir en la pobresa sense haver-ho fet, deixant la seva dona desvalguda. Els concerts per a orgue es van conservar i més tard publicats el 1787 per John Groombridge.
Michael Arne va tenir una filla Sarah que va ser una cantant principal a Drury Lane des de 1795 fins a 1800. No és clar si era una filla del seu segon o tercer matrimoni. Els registres també indiquen que tenia una filla coneguda com Jemima que el va assistir mentre estava malalt al final de la seva vida. És possible que Jemima i Sarah siguin la mateixa persona, o que de fet siguin dues persones diferents.

## Obres
Arne va ser un compositor moderadament prolífic. Va escriure nou òperes, va col·laborar en almenys 15 altres, va escriure una petita quantitat de música incidental per a obres de teatre i va publicar set col·leccions de cançons. També va escriure una petita quantitat de música per a clavicèmbal i orgue, algunes de les quals es van publicar el 1761. Com el seu pare, Arne va escriure en el popular estil galante de l'època i va utilitzar tant els rudiments de la música popular anglesa com l'òpera italiana en les seves composicions. La següent és una llista completa de les seves obres escèniques i obres publicades.
Obres escèniques
- Florizel and Perdita, or The Winter's Tale (21 de gener de 1756, Drury Lane, Londres)
- The Humorous Lieutenant (10 de desembre de 1756, Covent Garden, Londres)
- Harlequin Sorcerer (1757, Covent Garden, Londres)
- Harlequin's Invasion (31 de desembre de 1759, Drury Lane, Londres)
- The Heiress or the Antigallican (21 de maig de 1759, Drury Lane, Londres)
- Edgar and Emmeline (31 de gener de 1761 Drury Lane, Londres)
- A Midsummer Night's Dream (23 de novembre de 1763, Drury Lane, Londres)
- Hymen (23 de gener de 1764, Drury Lane, Londres)
- Almena (2 de novembre de 1764, Drury Lane, Londres)
- Cymon (2 de gener de 1767, Drury Lane, Londres)
- Linco's Travels (6 d'abril de 1767, Drury Lane, Londres)
- Tom Jones (14 de gener de 1769, Covent Garden, Londres)
- The Maid of the Vale (15 de febrer de 1775, Smock Alley Theatre, Dublín)
- Emperor of the Moon (22 de març de 1777, Patagònia, Londres)
- The Fairy Tale (18 de juliol de 1777, Haymarket, Londres)
- The Fathers, or the Good-natured Man (30 de novembre de 1778, Covent Garden, Londres)
- Love in Village (13 de febrer de 1779, Covent Garden, Londres)
- All alive at Jersey (22 de maig de 1779, Sadler's Wells, Londres)
- The Conscious Lovers (27 de setembre de 1779, Covent Garden, Londres)
- The Belle's Stratagem (22 de febrer de 1780, Covent Garden, Londres)
- The Artifice (14 d'abril de 1780, Drury Lane, Londres)
- The Choice of Harlequin, or the Indian Chief (26 de desembre de 1781 Covent Garden, Londres)
- Vertumnus and Pomona (21 de febrer de 1782, Covent Garden, Londres)
- The Positive Man (16 de març de 1782, Covent Garden, Londres)
- The Maid of the Mill (25 de setembre de 1782, Covent Garden, Londres)
- The Capricious Lady (17 de gener de 1783, Covent Garden, Londres)
- Tristram Shandy (26 d'abril de 1783, Covent Garden, Londres

Col·leccions de cançons
Arne va escriure prop de dues-centes cançons vocals durant la seva carrera, la majoria de les quals van ser escrites per a la seva interpretació als jardins de plaer de Londres. Moltes d'aquestes cançons es van publicar en antologies, però almenys una cinquantena o més de cançons no es van publicar mai.
- The Floweret (Londres, 1750)
- The Violet (Londres, 1756)
- A Favorite Collection of English Songs (Londres, 1757)
- New Songs and Ballads (Londres, 1765)
- Noves cançons cantades per Miss Wright a Vauxhall (Londres, c1765)
- Una col·lecció de cançons preferides cantades per la senyora Arne (Londres, 1773)
- Ranelagh Songs (Londres, 1780)

Altres
- Lliçons per al clavicèmbal, (Londres, 1761)